# 小狐狸武克
《小狐狸武克》是一部1981年上映的匈牙利動畫片電影，由匈牙利的Pannonia Film Studio公司製作，導演為阿提拉·達蓋，改編自匈牙利作家费克特·伊什特万的同名小說Vuk。該片描述一隻名為武克（Vuk，英語版本為Vic）的小狐狸的故事。

## 衍生作品
2008年，由匈牙利的DYN Entertainment 所製作之三維動畫電影，Kis Vuk為其續作。Kis Vuk之導演為György Gát。

## 外部連結
- Vuk (1981) （页面存档备份，存于） 互联网电影数据库上之資料
- Kis Vuk (2008) （页面存档备份，存于） Kis Vuk 於  互联网电影数据库上之資料